# Walter Benjamin Goldstein
Walter Benjamin Goldstein, auch Walther, (hebräisch ולטר בנימין גולדשטיין; geboren 19. Mai 1893 in Breslau; gestorben 1984 in Jerusalem) war ein deutsch-israelischer Literaturwissenschaftler.

## Leben
Walter Benjamin Ernst Goldstein war ein Sohn des Breslauer Kaufmanns und Mitglieds der Breslauer Handelskammer Leo Goldstein und der Elise Hainauer, er hatte zwei Geschwister. Goldstein wurde Mitglied in einem zionistischen Jugendverband. Ab 1913 studierte er Rechts- und Staatswissenschaften in Breslau und Freiburg im Breisgau. Von 1915 bis 1918 war er Soldat im Ersten Weltkrieg. 1920 wurde er promoviert. In den nächsten Jahren arbeitete er in der Medizinal-Handlung Reichelt in Breslau und stieg zum Bereichsleiter auf. Er heiratete 1928 Eva Herrnstadt, sie hatten drei Kinder. Von 1928 bis 1932 studierte Goldstein in Breslau nebenher Philosophie und Literaturgeschichte und wurde mit einer Dissertation über Carl Hauptmann ein zweites Mal promoviert.
Nach der Machtergreifung der Nationalsozialisten 1933 wurde er von seiner Firma als Jude entlassen. Die Familie emigrierte 1934 nach Palästina. In den nächsten Jahren betrieb er ein Restaurant in Haifa, dann einen Zigarettenkiosk, dann war er im Moschav Kfar Bialik Landarbeiter, ab 1939 Erdarbeiter, dann Elektromonteur. Im Zweiten Weltkrieg arbeitete er 1941 in Jerusalem für die British Army als kaufmännischer Gehilfe bei einem Regiments-Zahlmeister, ab 1942 in der Verwaltung der Palestine Potash Company. Von 1949 bis 1958 war er bei der Jewish Agency in der Finanzverwaltung beschäftigt. Erst danach fand er Zeit, sich um seine 1942 in Angriff genommene mehrbändige Edition von Schriften Martin Bubers zu kümmern.
Goldstein war Mitglied im Schutzverband deutscher Schriftsteller im Ausland und im Verband deutschsprachiger Schriftsteller Israels.

## Schriften (Auswahl)

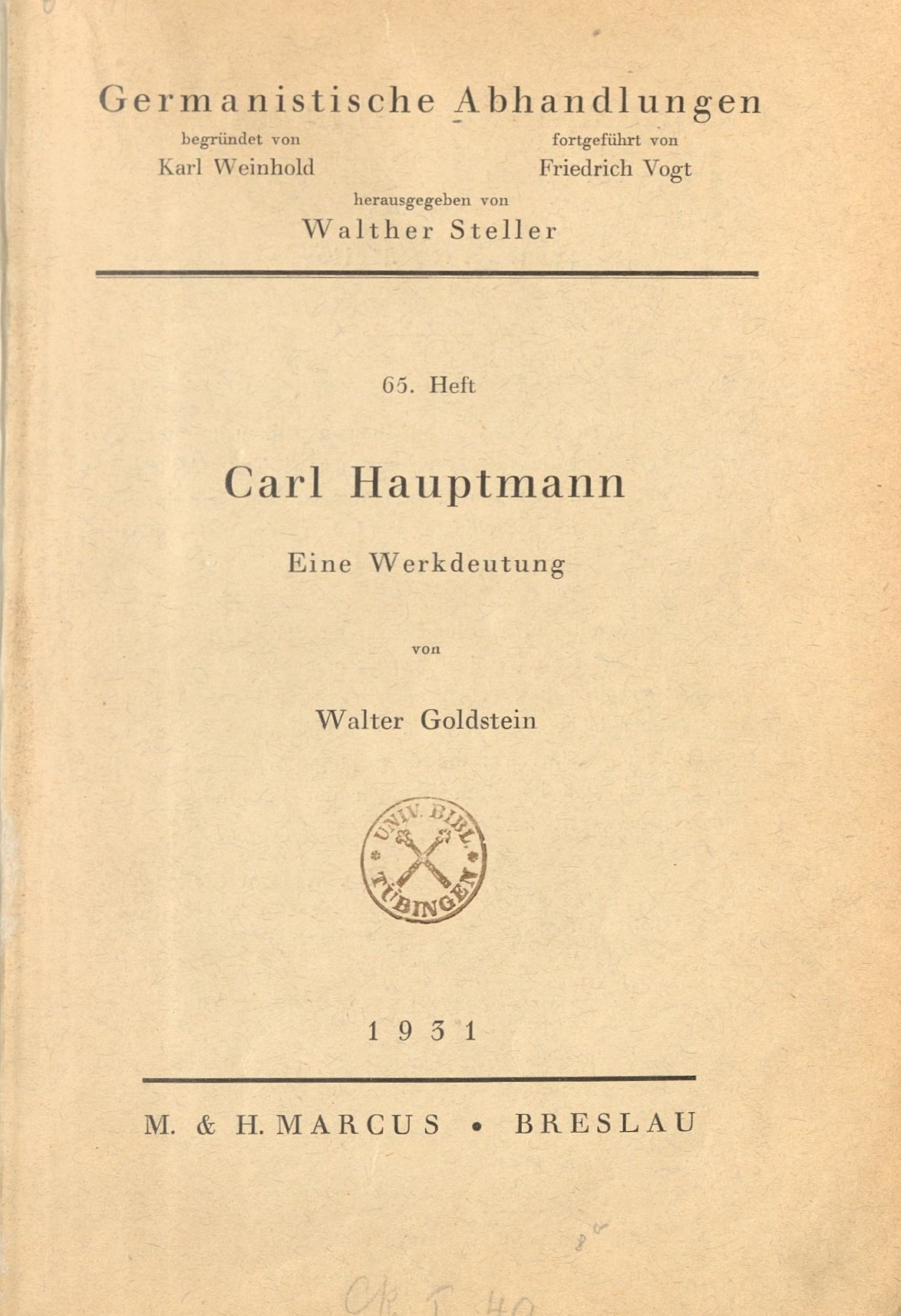
Carl Hauptmann (1931)

- Wassermann : sein Kampf um Wahrheit. Leipzig : Grethlein, 1929
- Carl Hauptmann : ein Lebensbild. Schweidnitz : Bergland-Gesellschaft für Volksbildung, 1931
- Carl Hauptmann : eine Werkdeutung. Breslau : Marcus, 1931
- In memoriam Hermann Cohen : seine Bedeutung für die Zukunft Jisraels. Einleitung Martin Buber. Jerusalem : Ed. Freund, 1942
- Gottes Wittwer und Gottes Boten : eine vergleichende Betrachtung von Existentialismus und Dialogik ; Jean-Paul Sartre und Martin Buber. Jerusalem : Ed. Freund, 1948
- Jisrael und sein Gott : das Attribut der Beziehung und seine Entwicklung im modernen jüdischen Denken. Jerusalem : Mass, 1966
- Martin Buber : Gespräche, Briefe, Worte. Jerusalem : Mass, 1967
- Der Glaube Martin Bubers. Jerusalem : Mass, 1969
- Tausend Jahre Breslau : Bilder aus Breslaus Vergangenheit. Darmstadt : Bläschke, 1974
- Tausend Jahre Venedig : ein europäisches Märchen. Sankt Michael : Bläschke, 1980
- 1000 Jahre Wien und die Habsburger : eine europäische Legende. Sankt Michael : Bläschke, 1981
- Tausend Jahre Europa und die Juden. Jerusalem : Mass, 1983